# Зен
Зен (јапански: зен, кинески: ч'ан, санскрит: дхјана – мотрење, медитација) је школа махајана будизма и дисциплина чији је циљ пробуђење.
Зен је својеврсна традиција махајана будизма настала спајањем индијске дхјана традиције, ранобудистичке школе празнине и кинеске таоистичке филозофије, доведена до највишег уметничког израза у култури Јапана.
Суштина зена је непосредан доживљај пробуђења (сатори), па су теоретско знање и проучавање религијских текстова у другом плану. Међутим, зен није против филозофског разумевања, проучавања сутри или развоја литургије, али их жестоко одбацује ако постоји опасност да постану предмет жеље и препрека за досезање једине битности.
Зен традиција тврди да наставља директно, од-ума-до-ума, преношење будности почев од Буде. Зен сматра да човек може да досегне пробуђење кроз сопствене напоре, али се поједине школе разликују у методама. Док ринзаи фаворизује шок-третмане као што је парадоксално изражавање (коан) често праћено неочекиваним ударцима, сото фаворизује седећу медитацију (зазен).
У зен предаји постоји мноштво примера да су ученици као одговор на своја питања добијали ударац штапом. Зен будизам је посебно утицао на културу и дисциплину јапанских самураја.

## Етимологија
Од индо-европског корена "dheia" (гледати) је изведен санскритски појам dhyāna, који значи загледање, контемплацију, односно задубљеност која се постиже интензивном концентрацијом на одређени духовни или телесни предмет.
Кинески израз ч'ан скраћено је од ч'ан-на, што је кинеско фонетско прилагођење санскртског израза дхјана. Ово је касније у јапанском постало зен, одакле је ушло у западне језике. Иако је зен најпознатији назив за ову школу будизма на западу, такође је позната као чан у Кини, сон у Кореји, тјен у Вијетнаму и дхјана у Индији.
Реч зен се често употребљава у значењу пробуђења, коначне истине или праве природе, па тако означава име школе, њену сврху и умеће како то постићи.

## Историја

### Дхјана у Индији
Од времена упанишада, индијски учитељи наглашавају медитативну праксу дхјане, мотрења, која је постала једна од најважнијих техника у будизму. Будистички учитељи ђхане одлазили су у Кину где су их пријатељски примили Кинези, привучени таоистичком медитативном праксом. Ђхана (чан-на) будизам постао је наследник овог правца развоја.
О развоју будистичког система ђхана у Индији се зна врло мало. Према легенди, дхјана школа настала је тако што је Буда, поред забележених говора преносио и езотерично учење независно од списа. Но, сам Буда се противио било каквом езотеричном учењу. Према зен легенди, Буда је држећи беседу пред окупљеним ученицима подигао руку држећи у њој лотосов цвет. Само је Махакашјапа схватио поруку и насмешио се. Буда је потом рекао: "Имам ову ризницу непогрешивих учења, диван дух нирване, коју предајем Махакашјапи", чиме је он наводно постао први патријарх ђхане у Индији. Учење се даље преносило на тај начин док није дошло до Бодидарме, за кога се сматра да је био двадесет осми патријарх дхјане у Индији, и први патријарх у кинеској ч'ан традицији.

### Ч'ан у Кини

#### Развој ч'ана у Кини
Индијски учитељи Кумарађива и Будабадра делали су у Кини почетком 5. века и заједно са својим ученицима у великој мери утрли пут чану. Међу Кумарађивиним ученицима, који су су створили подлогу за ч'ан у Кини, најистакнутији су Сенг-чао, који је повезао текстове школе празнине и таоизма, и Тао-шенг, који је заступао доктрину изненадног просветљења. У ствари, неки сматрају да је Тао-шенг »прави оснивач зена«.
Према предању, које научници не узимају нарочито озбиљно, долазак ч'ан будизма се везује за индијског монаха Бодидарму. Он је између 520. и 526. године из Индије дошао у Кину где је постао први тсу (патријарх, дословно предак) чан школе. Учење је убрзо успоставило изванредан утицај.
Бодидарма је предао учење Хуејкеју (486—593), другом кинеском патријарху. Хуејкеја је наследио Сенг-цан, ком се приписује чувени спис Печат верујуће душе. Тао-хсин, четврти патријарх, основао је прилично велику монашку заједницу. Чан је у Кини преношен с учитеља на ученика све до времена петог патријарха, Хунг-ђена (601—674).

#### Велики раскол
Након петог патријарха Хунг-ђена (601—674) је дошло до великог раскола, који су проузроковала његова два главна ученика. Један од њих, Шен-хсију (605—706), постао је оснивач Северне школе; други, Хуи-ненг (638—713) основао је Јужну школу. Разлика између Северне и Јужне школе представљала је ранију разлику између школе свести (Hsing tsung) и школе празнине (K'ung tsung). Такође, Северна школа је указивали на потребу постепеног уклањања погрешног размишљања и досезања будности, а Јужна је заступала постизање наглог пробуђења (види: сатори).
Јужна школа је убрзо популарношћу надмашила Северну. Према предању, стари патријарх Хунг-џен објавио је да ће наследник бити онај који напише најлепши коан, у чему је Хуј-ненг победио, те га је именовао наследником. У ствари, учитељи из династије Танг (618—906) су донели одлуку у корист Хуи-ненга, и он је признат за шестог патријарха.
Тако је рођен револуционарни ч'ан који је проповедао »изненадно просветљење«, радикалну иконокластију која је одбацивала проучавање сутри, ритуале и поштовање кипова. Све потоње школе чана произашле су из овог огранка.
Убрзо по Хуи-ненговој смрти (око 713.) у кинеским манастирима је почела да се користи дворана за медитације. Истовремено, будистичке световњаке оба пола подстицали су на бављење ч'аном у својим домовима.

#### Пет кућа чана
Хуи-ненг је био шести и последњи патријарх зена. Након њега, долази до настанка »пет кућа чана«. Најуспешније су биле су линчи и цаодонг, које су постепено инкорпорисале све остале, и цветају до данас као ринзаи (линчи) и сото (цаодонг) секте у Јапану.
Од 8. века надаље учење се проширило по читавој Кини одакле је пренесено у Вијетнам, у Кореју и напослетку у Јапан.
У Кини је чан наставио да се развија. Учитељ Паи-чанг (умро 814) је увео нов пропис за монахе: »дан без рада — дан без јела«, pа су заједнице све више почивале на раду и медитацији. Ч'ан је имао дубок утицај и на неоконфуцијански покрет династије Сунг (960–1127).

### Зен у Јапану
Од 7. века, неке школе у Јапану укључивале су чан праксу, али је ч'ан (под називом зен) уведен у Јапан крајем 12. века, захваљујући настојањима јапанских монаха Еисаја и Догена. Еисаи (умро 1215) путовао је у Кину, где су га обучавали учитељи линчи школе, и 1191. године донео је линчи (ринзаи) школу у Јапан, мада је његова пракса укључивала елементе школа тендаи и шингон. Под Еисаијевим утицајем, шогуни су благонаклоно примили зен и тако је започео његов дуговечни савез са самурајима и патриотским интересима. Доген (умро 1253), који се сматра оснивачем сото школе (кин: цаодонг), подигао је 1236. први зен храм у Јапану.
Зен је досегао врхунац развоја од 16—18. века у интелектуалним круговима војног племства (самураја), и постао једна од најутицајнијих будистичких школа. Међутим, грађански ратови праћени строгом владином контролом религије довели су до слабљења жара и дисциплине у зен манастирима. У 18. веку, Хакуин Екаку, ринзаи учитељ, познат као »оживљавач зена«, је реорганизовао дисциплину и обучавање засновао на строгом течају коан вежби.
Ринзаи, »зен самопосматрачког коана«, наглашава медитацију као средство за вежбање коана, што има за последицу почетак увида (кеншо). Сото, »зен тихе озарености« коан користи ретко а зазен изједначава с просветљењем. Трећу зен школу, обаку, донео је из Кине у Јапан калуђер Инген 1654. Понекад се зове »денибуцу-зен« јер сједињује зен и праксу чисте земље. Данас су једине две школе зена код којих је традиција преноса учења непрекинута сото и ринзаи, које спадају међу најутицајније будистичке школе у Јапану, са два и по, односно седам милиона следбеника.
Зен је извршио дубок утицај на јапанску културу, посебно на хаику поезију, чајну церемонију, сликарство, калиграфију, обликовање цветних аранжмана, пејзажну архитектуру итд. Његова начела примењена су и у борилачким вештинама као што су џудо и кендо (мачевање) и стреличарство.

### Ширење на Запад
Утицај зена на Западу, посебно у САД, преставља значајан вид данашњег зена. Појава зен учитеља Сојена Шакуа на Светској скупштини религија у Чикагу 1893. године, неколико деценија рада Д. Т. Сузукија и утицај зен центара на Хавајима и у Калифорнији, значајно су допринели ширењу зена. Угледни ученици, јапански и амерички рошији, манастири и институти све су запаженији и активнији.
У Европи, академско проучавање будистичких текстова бацало је у засенак занимање за зен праксу, иако су Рудолф Ото и Еуген Херигел у Немачкој, и Крисмас Хамфриз у Енглеској, допринели популаризовању медитативне зен праксе. На Западу, зен су посебно пријатељски прихватили психотерапеути, песници и сликари.
Главни савремени представник и популаризатор зена у западној филозофији 20. века био је професор Д. Т. Сузуки из Кјота, чији је рад довео до живог занимања које је исходило многим важним проучавањима.

### Савремени период
Након кинеске револуције, од 1950. до 1952. године, спроведена је земљишна реформа, када је дошло до одузимања манастирских поседа, укључујући и одећу од монаха. Ова политика је ослабила током 1972, када је влада почела да истиче будизам као кинеско културно наслеђе. Иако већина кинеских манастира припада ч'ан баштини, ч'ан, чиста земља и други облици будизма дубоко су испреплетени и сви су осетили последице промене. После смрти Мао Цедунга, 1976. године, јављају се знаци обнове будизма.
У Вијетнаму, многи тјен манастири делују као духовни центри за обучавање локалних вођа. Покрет за уједињење будизма и активан будистички мировни покрет током Вијетнамског рата имали су подршку од вијетнамског тјена.
Током рата у Кореји (1950—1953), многи манастири су спаљени, али је у Јужној Кореји дошло до обнове, са програмима зен медитације у центрима као што је манастир Хаеин. »Вон-будизам«, нова народна религија, негује медитацију преко службе зване »зен без времена или простора«.
Током Другог светског рата, дошло је до извесног гушења јапанског зена, али се од друге половине 20. века уочава значајно оживљавање. Последње деценије обележене су све већом популарношћу зена код јапанске омладине, импресиониране позитивним пријемом зена на Западу.

## Наука
Зен учење је с једне стране укорењено у махајани, нарочито учењу о будинској природи, а с друге стране је то повратак самој сржи будистичког учења и искуству будности. Под кинеским утицајем, зен је изједначио дхјану (медитацију) с прађном (мудрошћу) и сматрао је да им је обема место у свакодневним пословима. У овом духу, световњак П'анг изјављује: »Моја натприродна моћ и чудесна дела су довлачење воде и ношење дрва за ватру.«
Циљ зена се описује као мудрост, будност, нирвана, сатори, итд.

### Будина природа
Сва су људска бића већ просветљена. Сви су буде по својој природи. Медитативни напор и није ништа друго него сам акт будин.
Зен подучава да је Будина свест једина стварност, односно да је природа ума природа Буде. Њу није могуће подучавати, пренети путем списа или учитеља. Основни начин увиђања ове изворне природе је мотрење ума.

### Празнина
На зен је веома утицала школа празнине, чији је основни појам шуњата. Према речима зен учитеља Дешимаруа, празнина је стање духа у коме можемо да удомимо читав свемир:
Зен је учење о вечности, вечности која је само низ појединачних тренутака које је важно дубоко живети. Будите опрезни, кажу зен учитељи, изоштрите вашу пажњу боље од најфинијег мача. Само тада ћете бити на Путу, само тада ћете помоћу ње моћи да обавите сваку ствар. Јер добити се може сако ако се све напусти. Ако отворимо шаке, можемо да примимо све; ако смо празни, можемо да удомимо читав свемир. Празнина је стање духа у коме се не везујемо ни за шта и у потпуности живимо садашњи тренутак.— Тајсен Дешимару, увод у праксу и филозофију зена

### Одбацивање ауторитета
Зен је веома критичан по питању наметања било каквог духовног ауторитета изнад ума, укључујући традицију и свете списе. Кинески ч'ан учитељ Линчи (умро 866) је говорио:
Ако желите исправно разумевање, не смете дозволити да вас други обмањују. Треба да убијете све на шта наиђете, било изнутра или споља. Ако сретнете Буду, убијте Буду. Ако сретнете патријархе, убијте патријархе... Тад можете постићи ослобођење.— Линчи Јихсијан
Чан предаја доноси и причу о монаху који ушао у храм и пљунуо на Будин кип. Кад су га прекорели, он рече: »Молим вас покажите ми једно место где није Буда«.
Фокусирајући се на искуство пробуђења, неоптерећено текстовима и учењима, за ову школу је карактеристична снажна иконокластичка реторика, али у савременој пракси зен је доктринарно конзервативан.

### Неделање
Тао-шенг је повезао таостички појам неделања са будистичким појмом делања, односно карме. По њему, када човек упражњава неделање, истовремено упражњава не-ум (wu-hsin), што значи да не жуди за стварима нити их се грчевито држи. А пошто је карма плод жудњи и везивања, нечија дела под тим условима неће повлачити никакву последицу.
По зену, најбоља метода култивисања у циљу постизања будности је не упражњавати никакво култивисање. Култивисати себе значи вршити намеран напор, што је делање (yu-wei). То делање ће сигурно дати неки добар учинак, али он неће бити вечит, јер је узрокован. А "кад се сила узрока исцрпе, човек се враћа пролазном" (Хси-јин). Тако је најбоља метода култивисања ума неделање, обављање својих послова без намерног напора или сврховитости. Ји-хсијан је говорио:
У постизању будинства нема места намерном напору. Једини је начин и даље наставити обичне и узбуђења лишене радње: вршити велику и малу нужду, носити одећу, јести оброке и лећи кад се уморите. Прост човек ће вас исмејати, али мудар ће разумети.— Линчи Јихсијан
Све што човек ваља чинити јесте да обавља свакодневне радње и ништа више. Иако су то једноставне ствари, није их лако обављати несврховито, без икаквих веза. То је оно што ч'ан учитељи називају култивисање некултивисањем.

### Нагло пробуђење
Почетком 5. века, Тао-шенг је развио теорију наглог пробуђења, насупрот традицији да се будност постиже постепеним развојем мудрости и врлине. Идеја наглог пробуђења постала је посебно утицајна у зену. Зен будисти сматрају да неговање ума, ма колико дуготрајно, само неком врстом припремног рада. Да би се постигла будност, ово култивисање се мора окончати наглим пробуђењем, упоредивим са прескакањем провалије. Када ученик стигне до ивице, тада му учитељ може највише помоћи. На том ступњу чан учитељи су упражњавали метод »штапа или вике«. Чан књижевност изештава о многим случајевима да учитељ ученика, пошто му је задао неки проблем, изненада обаспе ударцима штапа или дреком. Наводе, ако се то учини у правом тренутку, плод ће бити учениково пробуђење.
За описивање наглог просветљења ћ'ан учитељи користе метафору »отпало је дно ведра«. Кад се то деси, сав садржај одједном нестаје. Исто, кад човек доживи просветљење, сви његови проблеми престају да буду проблеми. Ч'ан учитељи то често називају „виђењем Тао-а“.
Концепт »изненадног пробуђења« значио је да се одбацује стицање заслуга и ступњевито напредовање. Да би изазвали просветљење, учитељи су се све више служили виком, ћушкама, питањима и параболичним радњама.

## Пракса
У животу зен монаха смењују се медитација, молитве и тежак физички рад. Трајна дубока усредсређеност у било којој делатности, било медитацији или раду, води увиду и будности. Сврха ових дисциплина је да се кроз рад, усредсређеност и бескрајна понављања ум ослободи стега и почне неометано исказивати. Степен духовног напредовања човека огледа се и кроз телесне покрете, због чега зен мајстори посматрају вештине монаха као одраз духовног стања.

### Преношење без речи
Зен заступа преношење суштине и духа будизма непосредно, без ослањања на списе и речи. У зен традицији се истинска природа често упоређује с месецом, а речи које га описују с прстом који показује на месец.
Зен будизам сматра да се прво начело не може изразити. Називајући га »духом« или неким другим именом, човек му тиме даје дефиницију и тако му намеће ограничење. Када су упитали учитеља Вен-јиа (умро 958): "Шта је прво начело?" он је одговорио: "Кад бих вам рекао, постало би друго начело".
Правило ч'ан учитеља било је да своје ученике поучавају само у личном додиру. Пошто прво начело није нешто о чему се ишта може рећи, најбољи начин његовог излагања јесте ћутање.

### Зазен - седећа медитација
Зазен је зен медитација у одређеном седећем положају, који је проглашен светим у будистичкој традицији. Тело се држи усправно, прекрштених ногу, суспрегнутог даха, док је ум ослобођен било каквих приањања, жеља, појмова и судова. Циљ зазена је сатори, улазак кроз „дхарма капију великог починка и радости".

### Коан - апсурдна загонетка
У неким случајевима, да би подстакли пробуђење, односно прелаз на другу духовну димензију постојања, мајстори зена својим ученицима дају умне загонетке богате логичким апсурдима, коане, који у једном тренутку решавања доводе до духовног скока, када ученик спозна стање будности (види: бодхи, сатори). До 10. века Кунг-ан (Коан) је постао признат и нашироко упражњаван као средство за постизање просветљења.

### Зен и насиље
Чан књижевност изештава о многим случајевима да учитељ ученика, пошто му је задао неки проблем, изненада обаспе ударцима штапа или дреком (тзв. метод »штапа или вике«). У зен традицији се сматра да, када ученик стигне до ивице пробуђења, тада му учитељ може највише помоћи. Ако ударци или вика уследе у правом тренутку, плод ће бити учениково пробуђење.
Такође је забележено да када ученици питају зен учитеља о неким дубокоумним темама, као одговор би често добијали ударац "штапом будности" (јап. keisaku) или сасвим ирелевантан одговор. Сматра се да је сврха овога ставити ученику до знања да се на нека питања једноставно не може одговорити.
Насиље је примењивано над женама једнако као и мушкарцима. Зен традиција бележи причу о монахињи Гишо, која се заредила кад јој је било десет година. Прошла је строгу обуку у разним манастирима, све док у двадесет петој години није доспела код учитеља Унзена. Он ју је наредних 13 година обучавао и немилосрдно тукао, о чему је написао песму:
Пре ње, монахиња Тецума надвисиваше све,
А још од Мујаку ниједна не беше тако искрена као Гишо!
Па ипак, остало је још много капија кроз које мора да прође.
Још много удараца моје гвоздене песнице има да прими.
Гишо је након тога постала игуманија зен манастира, у коме је обучавала 200 монахиња.
Зен ученици су полагали завет да су спремни да смртно страдају од руке свог учитеља. У зен причама је забележен најмање један случај убиства "учитељским" штапом. Екидо је био посебно суров учитељ. Када је један ученик заборавио да позвони гонг јер се загледао у девојку која је пролазила, Екидо га је претукао штапом, тако да је остао на месту мртав. Зен традиција у потпуности правда овај догађај, а након убиства је наводно дошло до пробуђења десет ученика у том манастиру.
Према зен предаји, ударци су често имали снагу аргумента. Једног ученика, који је говорио да "ништа не постоји", ринзаи учитељ Докуон је, "ћутке пушећи лулу", изненада одаламио штапом како би му доказао да греши. Забележено је и да је зен учитељ Текисуо "каткад" тукао своје ученике, услед чега су га многи напустили. Такође је забележено да је учитељ Сенгаи стално тукао ученика који је хтео да га напусти.
Насиље је постало нека врста обичаја не само у зен манастирима, већ и међу световњацима. У зен причама се помиње пријатељица учитеља Хакуина која је држала чајџиницу. Он је ученицима препоручивао њено познавање зена, а она их је дочекивала у чајџиници и "лемала жарачем".
Поред батина и убиства, зен традиција бележи и примере телесног сакаћења. Кинески чан учитељ из 9. века Гутеј је одсекао прст једном дечкићу који га је, дижући прст, у друштву опонашао. Према зен предаји, убрзо након тога, дечак се наводно просветлио.

## Списи

### Сутре
Као махајанска школа, зен има заједничке традиције, сутре, правила и ритуале с другим махајанистима. Међутим, за разлику од осталих школа будизма, у зену списи немају изражену улогу. Пошто се прво начело не може изразити речима, ниједан свети спис или сутра нема никакве стварне везе.
Упркос антисхоластицизму зена, на њега је утицао већи број сутри: традиција тврди да је Бодидарма својим ученицима дао Ланкаватара сутру, да су прађњапарамите често биле коришћене, а да се »Вималактртијево ћутање« из сутре која носи његово име зове »чисти зен«.

### Зен приче
Постоји много зен прича које препричавају и бележе они који изучавају зен, али оне немају никакав званичан статус. Многи људи их сакупљају и до сада је објављен велики број збирки зен прича.
Пример зен приче: “Војник по имену Нобушиге дође код Хакуина и запита га: постоје ли заиста рај и пакао? Ко си ти?, упита Хакуин. Ја сам самурај, одговори ратник. Ти, војник!, узвикну Хакуин. Који би то владар тебе хтео за чувара? Лице ти је као у просјака. Нобушиге се толико разбесне да поче да вади свој мач, Хакуин настави: па ти имаш мач! Оружје ти је вероватно превише тупо да би ми одсекло главу. Када Нобушиге извуче мач, Хакуин примети: овде се отварају вратнице пакла! На ове речи самурај, схвативши учитељеву поуку, врати свој мач у корице и поклони се. Овде се отварају вратнице раја, рече Хакуин.”

## Зен манастири
Зен дисциплина и пракса чине срж калуђерског живота. У предграђима многих јапанских градова могу се наћи зен манастири, који представљају једноставну средину где се обучава двадесет, тридесет па и више монаха. Манастир обично чине вртови ограђени зидинама са старинским дрвеним дверима, дворана за медитацију (zendo), дворана дхарме (hatto), Будина дворана (butsuden), чајџиница и мале помоћне зграде.
Дан у зен манастиру спаја једноставност и дисциплину, а у средишту пажње су седећа медитација (zazen), подучавање којим се бави учитељ (samen), физички рад (samu), прошња (takuhatsu) и рецитовање сутри. Монаси редовно устају у три ујутро, умивају се, рецитују сутре, имају санзен који се зове дакусан и заједно доручкују. Време до ручка, који је у десет или једанаест часова, монаси проводе у зазену, чишћењу манастира, на предавањима (teisho) или у тумарању по граду и селу, просећи дарове за манастир и његове добротворне установе. Зазен траје до једног сата после подне а рад у повртњацима или други домаћи послови све до четири сата после подне, када следи вечерњи оброк и рецитовање сутри. Зазен поново почиње у сутон под будним оком надзорника одређеног да бамбусовим штапом (keisaku) удари монахе који дремају како би их разбудио или охрабрио. Дозвољена је још једна посета учитељу и дан се завршава око осам или девет увече, када монаси одлазе на спавање. Они спавају на зендо поду покривени покривачима. Сваком монаху је додељена једна сламната асура, која му служи као подлога за медитацију, сто за обедовање и кревет.
Данас у Јапану ринзаи школа одржава око четрдесетак зен манастира а неколико њих има потхрамове који привлаче световњаке који желе да науче зазен и туристе који желе да разгледају вртове и уметничко благо.

## Зен и уметност
Верује се да се суштина зена, непосредан доживљај будности, испољава у целокупном животу. Зен-ки, »зен-деловање«, се испољава у најситнијим детаљима, свакодневним активностима, уметности и занатству просветљене особе.
У династији Сунг се сматрало да мајсторство чан уметника може да дође до израза у једноставним покретима, призорима и звуцима. Просветљени стихови, спонтани цртежи једнобојним тушем, слике и слободни калиграфски потези Танг мајстора спадају међу најраније примере чан уметности у Кини. Слике, насликане неправилним стиловима »испрекиданог туша« или »расутог туша« достигле су врхунац почев од времена позне династије Танг, преко династије Сунг па до династије Јуан, а најпознатији уметници били су Лианг К'аи, Му-чи, и Ју-чиен. Док су уметници других будистичких школа сликали небеске буде у златним рајевима, зен уметници су сликали Шакјамунија од крви и меса, одлучно лице Бодидарме и дух будинства који се испољава у свим стварима: урми, кестену, игри мајмуна, стенама, потоцима.
У Јапану је била веома цењена чан уметност династија Танг и Сунг. Надахнути кинеским узорима, јапанско зен сликарство тушем (суми) и калиграфија цветали су у Камакури током 13. и 14. века и у Кјоту од 15. до 17. века, када су се појавили Мокуан, Кач, Сеши и многи други. Зен уметност је утврдила естетске норме за двор, самураје, трговце, па чак и сељаке. Зен стил је преовладао у кендоу, аикидоу и другим борилачким вештинама, затим у такозваном »путу чаја«, у хаику поезији, икебани, вртовима у стенама и но-драми.
Естетика јапанског зена појавила се као ехо јапанске естетике усредсређене на спонтану неправилност у природи у смењивању годишњих доба. Напуштајући тежњу за оним што се звало мијаби (дворска префињеност) и окаши (очаравајуће забавно), она је открила дубину онога што се зове аваре (меланхолична сензитивност) у Башовој хаику поезији, саби (увенуло и усамљено) у церемонији чаја у тршчаним колибама, ваби (сиромаштво) у земљаним тоновима корејске зделе за чај и југен (тајна) у префињеним покретима но-извођача.